# Voßstraße
Voßstraße (talvolta anche scritto Voss Strasse o Vossstrasse; pronuncia: [ˈfɔsộʃtʁaːsə]) è una strada nel centro di Berlino. Va da est a ovest, da Ebertstraße a Wilhelmstraße, nel quartiere di Mitte, una strada a nord di Leipziger Straße e molto vicino a Potsdamer Platz. È meglio conosciuto per essere la posizione del nuovo complesso della cancelleria del Reich di Adolf Hitler e del Führerbunker: il bunker dove ha trascorso i suoi ultimi giorni.